# ナイテタッテ
「ナイテタッテ」は、日本のミュージシャンナオト・インティライミの9枚目のシングル。2012年8月29日発売。発売元はユニバーサルミュージック。

## 概要
- 「ナイテタッテ」は、フジテレビ系土ドラ『主に泣いてます』の主題歌。ナオトもこのドラマに 第7話・最終話に吟遊詩人（悟史）役でテレビドラマ初出演を果たす。

## 収録曲
全作曲：ナオト・インティライミ
1. ナイテタッテ [3:06]
作詞：ナオト・インティライミ・磯貝サイモン、作曲：ナオト・インティライミ、編曲：大久保薫・ナオト・インティライミ
2. BANANA [4:01]
作詞：ナオト・インティライミ・常田真太郎、編曲：久保田真悟
3. ナイテタッテ [KARAOKE] [3:07]
4. BANANA [KARAOKE] [4:01]